# Tôn giáo tại Nga
Tôn giáo tại Nga (2012)

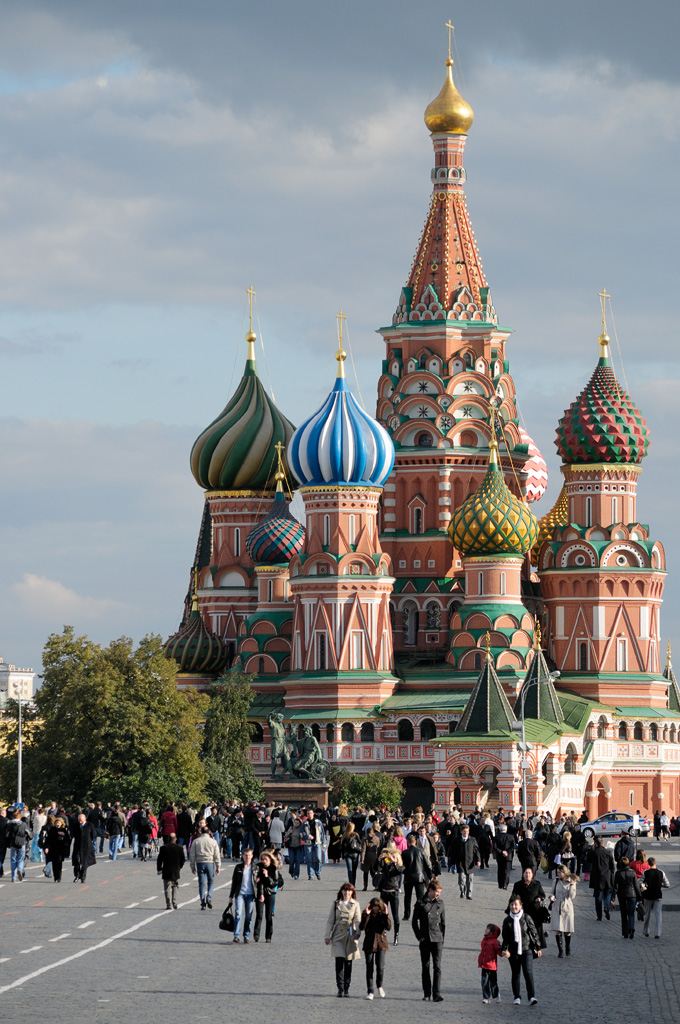
Nhà thờ chính tòa Thánh Vasily ở Moskva

Tôn giáo tại Nga là một tập hợp các tôn giáo được thành lập trên lãnh thổ Liên bang Nga.
Hiến pháp Liên bang Nga hiện hành (từ năm 1993) định nghĩa Liên bang Nga là một quốc gia thế tục. Hiến pháp bảo đảm quyền tự do lương tâm, tự do tôn giáo, bao gồm quyền tuyên xưng, cá nhân hoặc chung với người khác, bất kỳ tôn giáo hoặc không tôn giáo nào, tự do lựa chọn, có và truyền bá tín ngưỡng và tôn giáo khác và hành động theo họ. Luật liên bang ngày 26 tháng 9 năm 1997 số 125-FЗ quy định đạo về tự do lương tâm và hiệp hội tôn giáo, xác nhận quyền bình đẳng trước pháp luật, bất kể thái độ với tôn giáo và tín ngưỡng.
Tuy nhiên, vào tháng 6 năm 2013, việc sửa đổi Bộ luật Hình sự đã được thông qua để tăng trách nhiệm đối với việc xúc phạm cảm xúc của các tín đồ, bao gồm cả việc hình sự hóa tù đối với các hành động công khai thể hiện sự thiếu tôn trọng đối với xã hội và xúc phạm cảm xúc tôn giáo của tín đồ (Điều 148 Bộ luật hình sự của Liên bang Nga). Số lượng trách nhiệm quy định tại Điều 5.26 của Bộ luật hành chính cũng đã được tăng lên; Liên quan đến sự thay đổi số tiền phạt, các sửa đổi đã được thực hiện theo Điều 3.5 của CAO.
Trong Bộ luật Hình sự có một bài viết khác (số 282), theo đó người ta có thể phán xét về việc xúc phạm cảm xúc của các tín đồ: Hồi kích sự thù hận hoặc thù hằn, cũng như làm nhục nhân phẩm của con người, theo đó các hành động tương tự có thể được thực hiện. Thực hành tư pháp về nó bao gồm hơn 150 câu chỉ trong nửa đầu năm 2015.
Các hạn chế về tôn giáo và quốc gia, được quy định trong luật pháp của Đế quốc Nga, đã bị Chính phủ Lâm thời Nga bãi bỏ vào ngày 20 tháng 3 năm 1917.
Không có cơ quan nhà nước liên bang đặc biệt nào ở Nga kêu gọi giám sát việc tuân thủ luật pháp của các hiệp hội tôn giáo (mà ở Liên Xô là Hội đồng Tôn giáo thuộc Hội đồng Bộ trưởng Liên Xô) nhưng theo các chuyên gia, việc sửa đổi Luật Liên bang về quyền tự do lương tâm và các hiệp hội tôn giáo, ngày 26 tháng 9 năm 1997, được giới thiệu vào tháng 7 năm 2008, có thể chỉ ra việc thành lập một cơ quan hành pháp được ủy quyền phù hợp. Đặc biệt, vào ngày 26 tháng 8 năm 2008, đã có báo cáo rằng theo nghị định của Tổng thống Cộng hòa Tatarstan Mintimer Shaimiev, Hội đồng về các vấn đề tôn giáo dưới Nội các Bộ trưởng Tatarstan được chuyển đổi thành Văn phòng Tôn giáo, do đó lấy lại quyền lực của một cơ quan nhà nước.
Các tôn giáo chính được đại diện ở Nga là Cơ đốc giáo (chủ yếu là Chính thống giáo, cũng có Công giáo và Tin lành), cũng như Hồi giáo và Phật giáo. Đồng thời, một phần dân số của Liên bang Nga là những người không theo đạo.

## Lịch sử

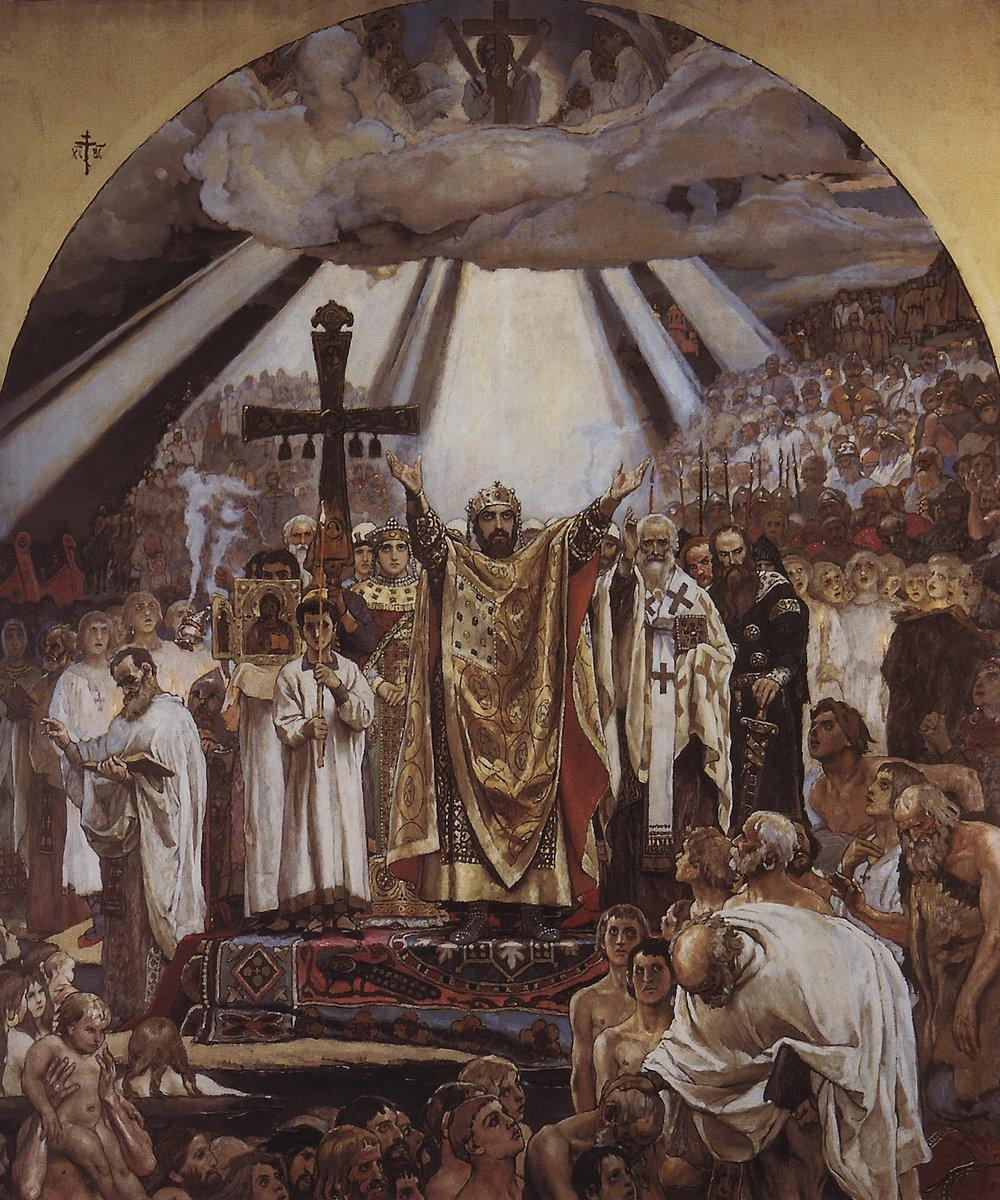
Phép rửa tội của người Rus (1885–1896), bởi Viktor Vasnetsov.

Trước thế kỷ 10, người Nga đã thực hành tôn giáo Slav. Như được nhắc lại bởi Biên niên sử chính, Cơ đốc giáo chính thống đã trở thành quốc giáo của Rus' Kiev vào năm 987 bởi Vladimir Đại đế, người đã chọn nó trong số những lựa chọn khả thi khác vì đây là tôn giáo của Đế quốc Byzantine. Kể từ đó, tôn giáo, chủ nghĩa thần bí và tình trạng nhà nước vẫn đan xen các cuộc bầu cử trong bản sắc của Nga. Giáo hội Chính Thống Nga, coi là keo củng cố đất nước, cùng với việc mở rộng của Đế quốc Nga trong thế kỷ 18. Hệ tư tưởng của sa hoàng Nikolai I, theo đó đế chế đạt đến phạm vi rộng nhất, tuyên bố "Chính thống, chuyên chế và dân tộc" (Pravoslavie, samoderzhavie, narodnost) là nền tảng của nó. Sự thống trị của Giáo hội Chính thống Nga đã bị pháp luật niêm phong, và, khi đế chế kết hợp các dân tộc của các tín ngưỡng thay thế, các tôn giáo đã gắn liền với các sắc tộc để khắc phục mọi vấn đề hội nhập. Cho đến năm 1905, chỉ có Giáo hội Chính thống Nga mới có thể tham gia vào hoạt động truyền giáo để cải đạo những người không chính thống, và việc bội giáo được coi là một hành vi phạm tội bị pháp luật trừng phạt. Công giáo, Hồi giáo và các tôn giáo khác chỉ được dung thứ giữa các dân tộc bên ngoài (inoroditsy) nhưng bị cấm lan truyền giữa những người Nga.
Tuy nhiên, trong suốt lịch sử của nước Nga thời kỳ đầu và đế quốc, có những phong trào tôn giáo đặt ra thách thức đối với sự độc quyền của Giáo hội Chính thống Nga và đưa ra lập trường tự do về lương tâm, cụ thể là Cựu giáo, tách ra khỏi Giáo hội Chính thống Nga sau Cải cách của Nikon vào năm 1653 (Raskol) - và Tâm linh Cơ đốc giáo (hay Molokanism). Điều đáng chú ý là chính Giáo hội Chính thống Nga không bao giờ cấm kinh nghiệm tôn giáo cá nhân và chủ nghĩa huyền bí đầu cơ, và các yếu tố Ngộ đạo đã được đưa vào Cơ đốc giáo Chính thống từ thế kỷ thứ sáu, và sau đó được củng cố bởi sự phổ biến của Jakob Böhme's nghĩ trong các chủng viện Chính Thống thế kỷ 16 - và thế kỷ 17.
Vào cuối thế kỷ 18, dvoeverie ("đức tin kép"), tôn giáo phổ biến bảo tồn chủ nghĩa phiếm thần Slav dưới bề mặt Kitô giáo, đã nhận thấy sự đánh giá cao của những trí thức cố gắng phân định sự khác biệt của Nga chống lại phương Tây. Vào buổi bình minh của thế kỷ XX, bí truyền và huyền bí triết lý và phong trào, trong đó có duy linh, thông Thiên Học, nhân chủng học, ẩn học, vũ trụ học của Nga và những loại khác, đã trở thành phổ biến. Đồng thời, đế chế đã bắt đầu thực hiện các bước để công nhận sự đa dạng của các tôn giáo mà nó đã bao gồm, nhưng họ đã kết thúc đột ngột với Cách mạng Nga năm 1917. Sau cuộc cách mạng, Chính thống Nga Giáo hội đã mất các đặc quyền của mình, cũng như tất cả các tôn giáo thiểu số, và nhà nước mới tràn vào một hệ tư tưởng chính thức chủ nghĩa vô thần. Dưới thời Liên bang Xô viết, Giáo hội Chính thống Nga sống trong thời kỳ đàn áp và thời kỳ hỗ trợ và hợp tác của quốc gia. Bất chấp các chính sách của chủ nghĩa Quốc gia vô thần, các cuộc điều tra đã báo cáo một sự tín nhiệm cao trong dân chúng; vào năm 1929, 80% dân số là tín đồ, và năm 1937, hai phần ba tự mô tả họ là tín đồ, trong đó ba phần tư là Kitô hữu Chính thống. Nhà thờ Chính thống Nga được Joseph Stalin hỗ trợ vào những năm 1,40, sau Chiến tranh thế giới thứ hai, sau đó bị đàn áp nặng nề dưới thời Nikita Khrushchev vào những năm 1960, và sau đó được hồi sinh trở lại vào những năm 1980. Mặc dù nó được phục hồi hợp pháp chỉ vào năm 1,49, trong suốt thời kỳ Xô Viết, nhà thờ hoạt động như một nhánh của KGB; nhiều hệ thống cấp bậc của nhà thờ hậu Xô Viết là cựu đặc vụ KGB, như đã được chứng minh bằng việc mở kho lưu trữ KGB vào những năm 1990.
Kể từ khi Liên Xô sụp đổ năm 1987, 1991. Giáo hội Chính thống Nga đã đấu tranh để giành lại độc quyền về đời sống tôn giáo, mặc dù nó và các nhà thờ Thiên chúa giáo khác tồn tại từ trước Cách mạng đã thấy mình trong một bối cảnh biến đổi hoàn toàn đặc trưng bởi đa nguyên tôn giáo chưa được biết đến trước năm 1917. Trong thời kỳ Xô Viết, các rào cản tôn giáo đã bị phá vỡ, vì các tôn giáo không còn gắn liền với dân tộc và truyền thống gia đình, và một sự dịch chuyển rộng rãi của các dân tộc đã diễn ra. Điều này, cùng với sự phát triển liên tục nhanh chóng gần đây của truyền thông, đã dẫn đến một sự pha trộn chưa từng có của các nền văn hóa tôn giáo khác nhau.

## Nhân khẩu
Vào tháng 8 năm 2012, cuộc khảo sát quy mô lớn và lập bản đồ các tôn giáo đầu tiên ở Nga dựa trên sự tự nhận dạng đã được công bố trên Arena Atlat, một phần mở rộng của Tổng điều tra dân số năm 2010, với dữ liệu về bảy mươi chín trong số tám mươi ba trong số tám đối tượng của liên bang Nga. Trên tổng số dân được làm tròn là 142.800.000, cuộc khảo sát cho thấy 66.840.000 người, tương đương 47,1% tổng dân số, là Kitô hữu. Trong số đó, 58.800.000 hoặc 41% dân số là tín đồ trong Giáo hội Chính thống giáo Nga, 5.900.000 hoặc 4,1% là Kitô hữu mà không có giáo phái nào, 2.100.000 hoặc 1,5% là tín đồ Cơ đốc giáo chính thống không thuộc về bất kỳ nhà thờ nào (một nhóm thiểu số nhỏ hơn) thuộc các Giáo hội Chính thống không thuộc Nga (bao gồm Armenia và Gruzia), 400.000 hoặc 0,2% là tín đồ cũ của Chính thống giáo, 300.000 hoặc 0,2% là người Tin lành và 140.000 (dưới 0,1%) là người Công giáo. Trong số những người không theo đạo Cơ đốc, 9,400,000 hoặc 6,5% dân số là người Hồi giáo (bao gồm Hồi giáo Sunni, Hồi giáo Shia và phần lớn người Hồi giáo không liên lạc), 1.700.000 hoặc 1,2% là người Pagan giáo (bao gồm Rodnovery, Uatsdin, và các tôn giáo khác) hoặc Tengri giáo (Turco-Mongol Shaman tôn giáo và các tôn giáo mới), 700.000 tương đương 0,5% là [[Phật tử00 (chủ yếu là các trường Tây tạng), 140.000 tương đương 0,1% là người Hindu (bao gồm Krishnaites) và 140.000 là người Do Thái giáo. Trong số những người không theo tôn giáo, 36.000.000 người hoặc 25% tuyên bố "tin vào Chúa (hoặc quyền lực cao hơn)" nhưng "không tuyên xưng bất kỳ tôn giáo cụ thể nào", 18.600.000 hoặc 13% là người vô thần, và 7.900.000 hoặc 5,5% đã không nêu bất kỳ niềm tin tôn giáo, tâm linh hoặc vô thần.

### Các tôn giáo theo các sắc tộc
Ghi chú: <1 có nghĩa là giữa 0,5% và 1%, trong khi <0,5 là viết tắt của 0,1% đến 0,5%
| Dân tộc       | Chính thống Nga | Chính thống khác | Tín đồ cũ | Tin lành | Công giáo | Ngũ tuần | Kitô hữu đơn giản | Tâm linh, nhưng không tôn giáo | Vô thần | Hồi giáo đơn giản | Hồi giáo Sunni | Hồi giáo Shia | Pagan / Tengri | Phật giáo | Do Thái giáo | Hindu |
| ------------- | --------------- | ---------------- | --------- | -------- | --------- | -------- | ----------------- | ------------------------------ | ------- | ----------------- | -------------- | ------------- | -------------- | --------- | ------------ | ----- |
| Tổng cộng     | 41,1            | 1,5              | 0.3       | 0,2      | 0,1       | 0,1      | 4,1               | 25,2                           | 13,0    | 4.7               | 1,7            | 0,2           | 1,2            | 0,5       | 0,1          | 0,1   |
| Nga           | 46              | 1,5              | <1        | <1       | 0         | 0        | 4,3               | 27                             | 14      | 0                 | 0              | 0             | <1             | 0         | 0            | 0     |
| Tatar         | 5               | <1               | 0         | 0        | 0         | 0        | 1                 | 17                             | 9       | 55                | 3              | 1.3           | 1.6            | 0         | 0            | <1    |
| Ukraina       | 45              | 2                | <1        | <1       | <1        | 0        | 7                 | 26                             | 12      | <1                | 0              | 0             | <1             | 0         | 0            | 0     |
| Chuvash       | 58              | 4                | <1        | 0        | 0         | 0        | 2                 | 22                             | 8       | 0                 | <1             | 0             | 2              | 0         | 0            | 0     |
| Bashkir       | 1               | 0                | 0         | <1       | <1        | 0        | 1                 | 25                             | 11      | 43                | 6              | <1            | 2              | <1        | 0            | <1    |
| Armenia       | 35              | 7                | 0         | 0        | 1,8       | 0        | 13                | 25                             | 7       | 1                 | <1             | 0             | <1             | 0         | 0            | 0     |
| Avar Pannonia | 2               | 0                | 0         | 0        | 0         | 0        | 0                 | 5                              | 2       | 24                | 66             | <1            | 1,2            | 0         | 0            | 0     |
| Moldova       | 60              | 0                | 0         | 0        | 0         | 0        | 7                 | 14                             | 12      | 0                 | 0              | 0             | <1             | 0         | 0            | 0     |
| Đức           | 18              | 2                | 0         | 3,2      | 7,2       | 1,2      | 5                 | 34                             | 18      | 0                 | 0              | 0             | 2              | 0         | 0            | 0     |
| Do Thái       | 13              | 0                | 0         | 0        | 0         | 0        | 4                 | 25                             | 27      | 0                 | 0              | 0             | 3              | 4         | 13           | 0     |
| Kazakhstan    | 3               | 0                | 0         | 0        | 0         | 0        | 1                 | 14                             | 7       | 54                | 7              | 1,1           | 5,9            | 0         | 0            | <1    |
| Belarus       | 46              | 4,6              | 1,4       | <1       | 1,3       | 0        | 3                 | 20                             | 15      | 1                 | 0              | 0             | 0              | 0         | 0            | <1    |

### Thống kê theo thời gian
| Tôn giáo                            | 1998        | 1998        | 2007        | 2007        | 2012        | 2012        |
| Tôn giáo                            | Số liệu     | %           | Số liệu     | %           | Số liệu     | %           |
| ----------------------------------- | ----------- | ----------- | ----------- | ----------- | ----------- | ----------- |
| Chính thống giáo Đông phương        | 74.278.513  | 50,3        | 64.262.304  | 45,0        | 61.003.924  | 42,6        |
| Hồi giáo                            | 5.906.840   | 4,0         | 11.424.409  | 8,0         | 9.308.110   | 6,5         |
| Không, tâm linh và dân tộc thiểu số | 67.485.647  | 45,7        | 67.118.406  | 47,0        | 72.889.665  | 50,9        |
| Tổng dân số                         | 147.671.000 | 147.671.000 | 142.805.120 | 142.805.120 | 143.201.700 | 143.201.700 |

## Tôn giáo

### Các tôn giáo Abraham

#### Kitô giáo

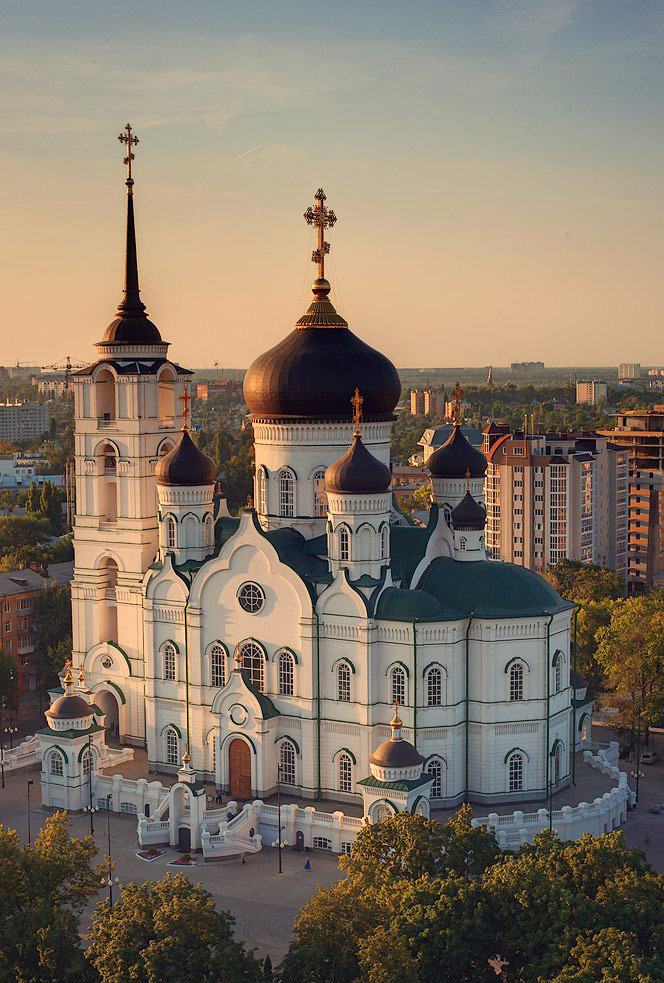
Chính thống giáo Nga Nhà thờ Truyền tin ở Voronezh.

Kitô giáo là sự tự nhận tôn giáo của 47,1% dân số Nga vào năm 2012. Tuy nhiên, cuối năm đó, Trung tâm Levada đã xác định rằng 76% người Nga là Kitô hữu, và vào tháng 6 năm 2013, Tổ chức Ý kiến Công cộng xác định rằng 65% người Nga là Kitô hữu. Những phát hiện này phù hợp với khảo sát năm 2011 của Pew (73,6%), khảo sát năm 2010 của VTSIOM (77%), và khảo sát năm 2011 của Ipsos MORI (69%). Một nghiên cứu năm 2015 ước tính khoảng 10.000 Kitô hữu từ một người Hồi giáo.
Kitô giáo chính thống là tôn giáo thống trị của đất nước, và bên cạnh đó, các tín đồ thời xưa và Giáo hội Luther cũng có một vai trò đáng kể trong lịch sử đa sắc tộc của Nga. Truyền giáo và Công giáo (trong số người Nga) là những bổ sung tương đối gần đây cho Kitô giáo ở Nga.

#### Chính thống giáo Nga
Tổ tiên của người Nga hiện đại tin vào Giáo hội Chính thống giáo Nga vào thế kỷ 10. Nhà thờ Chính thống Nga tuyên bố vào năm 2008 rằng nó có 80 triệu tín đồ. Theo một khảo sát năm 2007 của Trung tâm nghiên cứu ý kiến công cộng Nga, 63% số người được hỏi tự coi mình là tín đồ của Giáo hội Chính thống Nga. Một cuộc khảo sát năm 2011 của Trung tâm Lhavada cho thấy số tín đồ tin rằng họ là Kitô hữu Chính thống Nga đã tăng từ 31% năm 1991 lên 50% năm 2001 và gần 70% vào năm 2011. Nhiều người đã lưu ý rằng đây là một phần của xu hướng dân tộc rộng lớn hơn và không nhất thiết là tôn giáo, vì ước tính 30% những tín đồ Chính thống Nga này không tin vào sự tồn tại của Thiên Chúa.
41% đến 60% tín đồ Chính thống Nga chủ yếu tập trung ở miền tây nước Nga (bao gồm Khu tự trị Yamalo-Nenets và Perm): Kursk (69%), Voronezh (62%), Lipetsk (71%), Tambov (78%), Penza (63%), Ulyanovsk (61%), Mordovia (69%) và Nizhny Novgorod (69%).
Về các vấn đề văn hóa và xã hội, tổng thống Putin hợp tác chặt chẽ với Giáo hội Chính thống Nga. Kirill, giám mục Moskva, ủng hộ cuộc bầu cử tổng thống Putin năm 2012. Steven Myers báo cáo: "Giáo hội Chính thống đã từng bị đàn áp nghiêm trọng và trở thành một trong những tổ chức được kính trọng nhất sau khi Liên Xô sụp đổ. Bây giờ Kirill dẫn dắt các tín đồ thành lập liên minh trực tiếp với nhà nước."

#### Công giáo Rôma
Người Công giáo ở Nga có 140.000 người (khoảng 0,1%), chủ yếu tập trung ở phía tây của Nga (Châu Âu và Nga). Công giáo Rôma Tổng giáo phận Công giáo Moskva là một giáo hội Latinh Giáo hội Công giáo đến thủ đô Nga Moskva, một trung tâm cho tổng giáo phận. Giáo hội Công giáo Nga cũng có Giáo xứ Công giáo Irkutsk, Giáo xứ Công giáo Novosibirsk và Giáo xứ Công giáo Saratov. Giáo xứ Irkutsk thực sự là giáo xứ Công giáo lớn nhất thế giới với diện tích 9,96 triệu km².
Hầu như tất cả các nhà thờ Công giáo Nga là các nghi lễ Latinh.

#### Tin Lành
Các giáo phái Tin Lành khác nhau, cả lịch sử và Tin Lành, cũng như Ngũ tuần, là tôn giáo chiếm 0,2% (300.000) dân số Nga năm 2012. Số lượng của họ chỉ hơn 1% ở Tuva (1,8%), Udmurtia (1,8%) 1,4%) và Cộng hòa Altai (1%). Giáo hội Luther đã liên tục suy giảm giữa các dân tộc thiểu số Phần Lan và Đức, trong khi nó đã thấy một số người cải đạo ở Nga, do đó, một số nhà thờ Phần Lan truyền thống, như Giáo hội Tin lành Luther của Ingria, ngày nay có nhiều người Nga hơn các tín đồ Phần Lan. Người Cơ đốc phục lâm, người rửa tội, các nhà phương pháp và Ngũ Tuần được giới thiệu tương đối gần đây, có nhiều nhất là 120 năm lịch sử ở Nga

#### Kitô hữu khác
Kitô hữu Chính thống khác (bao gồm Giáo hội Chính thống giáo Ukraina, Gruzia, Giáo hội Tông đồ Armenia, v.v.) của Giáo hội Chính thống phi Nga chiếm 1,5% (2.100.000) dân số Nga.
Kitô hữu theo nghi lễ cũ chiếm 0,2% (400.000) tổng dân số Nga, nhưng số lượng của họ là ở Smolensk (1,6%), Altai (1,2%), Magadan (1%) và Mari El (Marelia) (1%) đều vượt quá 1%.
Tính đến năm 2015, Nhân Chứng Giê-hô-va chiếm 0,12% (175.000) tổng dân số Nga.
Người không theo đạo Thiên chúa chiếm 4,1% (5.900.000) trong tổng dân số Nga và các phe phái Tin lành Kitô giáo, bao gồm các phong trào truyền giáo hoặc Phong trào Ngũ tuần, chiếm 0,2% tổng dân số Nga (300.000) và một số nhà quan sát tin rằng Nga Trong tương lai, nó sẽ trải nghiệm sự hồi sinh của đạo Tin lành.

#### Tín đồ cũ
Các tín đồ cũ chiếm 0,2% (400.000) tổng dân số cả nước năm 2012, với tỷ lệ cao hơn 1% chỉ ở Smolensk 1,6%), cộng hòa Altai (1,2%), Magadan (1%) và Mari El (1%). Các tín đồ thời xưa là nhóm tôn giáo đã trải qua sự suy tàn nghiêm trọng nhất kể từ khi kết thúc Đế quốc Nga và trên toàn Liên Xô. Trong những năm cuối cùng của đế chế, họ chiếm 10% dân số Nga, trong khi ngày nay số lượng của họ đã giảm xuống dưới 1% và có rất ít hậu duệ của các gia đình tín đồ cũ cảm thấy có mối liên hệ văn hóa với đức tin của tổ tiên họ.

#### Hồi giáo

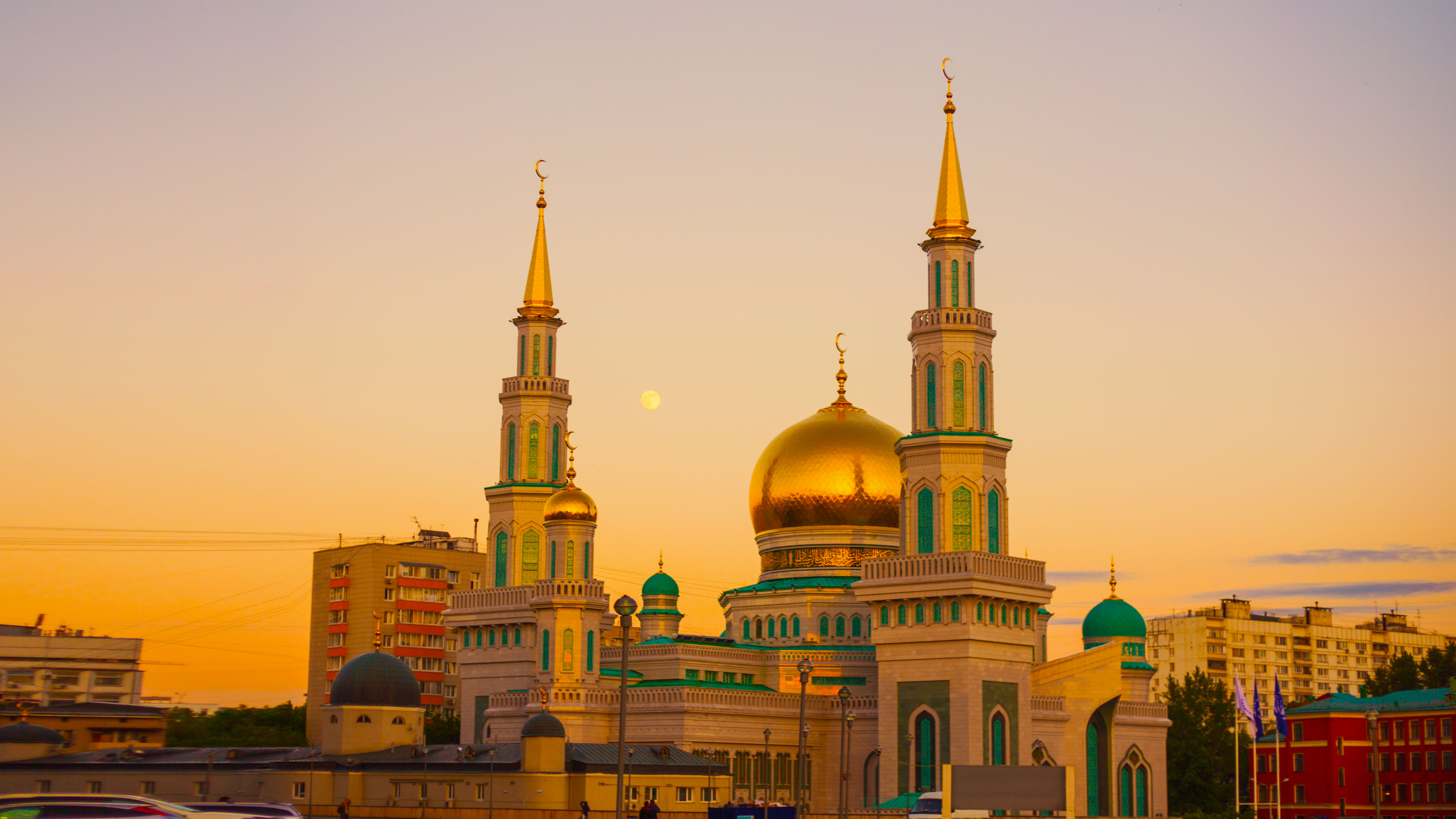
Nhà thờ Hồi giáo Moskva.

Hồi giáo là tôn giáo lớn thứ hai ở Nga sau Giáo hội Chính thống giáo Nga. tín đồ chủ yếu dân da trắng (chủ yếu là người Chechnya, Ingush và Adygeya) và Thổ Nhĩ Kỳ (đặc biệt là người Tatar và Bashkir)
Người Hồi giáo không theo tôn giáo chủ yếu phân bố ở Cộng hòa Kabardino-Balkaria (49%), Bashkortostan (38%), Karachay-Cherkessia (34%), Tatarstan (31%), Khu tự trị Yamalo-Nenets (13%), Orenburg (11%), Adygea (11%) và Astrakhan (11%).
Hồi giáo Sunni chiếm 1,6% tổng dân số Nga. Chỉ có Cộng hòa Dagestan (49%) và cộng hòa Karachay-Cherkessia (13%) có hơn 10% dân số Hồi giáo Sunni. Tỷ lệ trên 2% là Kabardino-Balkaria (5%), Khu tự trị Khantia-Mansia (5%), Khu tự trị Yamalo-Nenets (4%), Astrakhan (3%), Chelyabinsk (3%) và Tyum (2%). Cộng hòa Sakha có từ 1% đến 2% dân số Hồi giáo Sunni.
Người Hồi giáo Shia chiếm 0,2% tổng dân số Nga. Chủ yếu ở cộng hòa Dagestan (2%), cộng hòa Adygea (1%), cộng hòa Karachay-Cherkessia (1%), Kabardino-Balkaria (1%), Novgorod (1%), Penza (1%), cộng hòa Tatarstan (1%) và Khu tự trị Khantia-Mansia (1%).
Đa số người Nga (trên 50%) phân bố ở Hồi giáo nước cộng hòa Chechnya, Ingush, Dagestan, Kabardino-Balkaria (55,4%) và Cộng hòa Tatarstan (55%). Tại Cộng hòa Karachay-Cherkessia (48,0%), Cộng hòa Bashkortostan (38,6%), Khu tự trị Yamalo-Nenets (17,4%), Astrakhan (14,6%), Cộng hòa Adygea (12,6%), Orenburg (13,9%) và Khu tự trị Khantia-Mansia (10,9%) cũng có một số người Hồi giáo.
Có khoảng ba đến bốn triệu người nhập cư Hồi giáo hợp pháp và bất hợp pháp ở Nga, chủ yếu là từ Liên Xô cũ.

#### Do Thái giáo

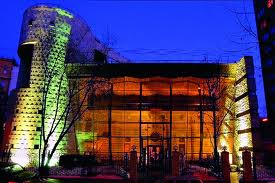
Giáo đường Do Thái Bolshaya Bronnaya ở Moskva.

Tính đến năm 2012, có 140.000 tín đồ Do Thái ở Nga và dân số Do Thái là 500.000. Hầu hết trong số họ tập trung ở Kamchatka Krai (0,4%), Sankt-Peterburg (0,4%), Krusk (0,4%), Khabarovsk Krai (0,3%), Stavropol Krai (0,3 %), cộng hòa Buryatia (0,2%), Tỉnh tự trị Do Thái (0,2%), cộng hòa Kalmykia (0,2%) và Kabardino-Balkaria (0,2%).

### Tôn giáo Phương Đông

#### Phật giáo
Phật tử Nga có số tín đồ trên dưới 700.000 người, chiếm 0,5% tổng dân số Nga. Các giáo phái chủ yếu là Phật giáo Kim Cương thừa. Phật giáo ở Nga một số các dân tộc Turk và dân tộc Mông Cổ tôn giáo truyền thống (người Kalmyk, Buryat và Tuva). 62% người Tuva tin theo Phật giáo, người Kalmyk: 38% và người Buryat là 20%.

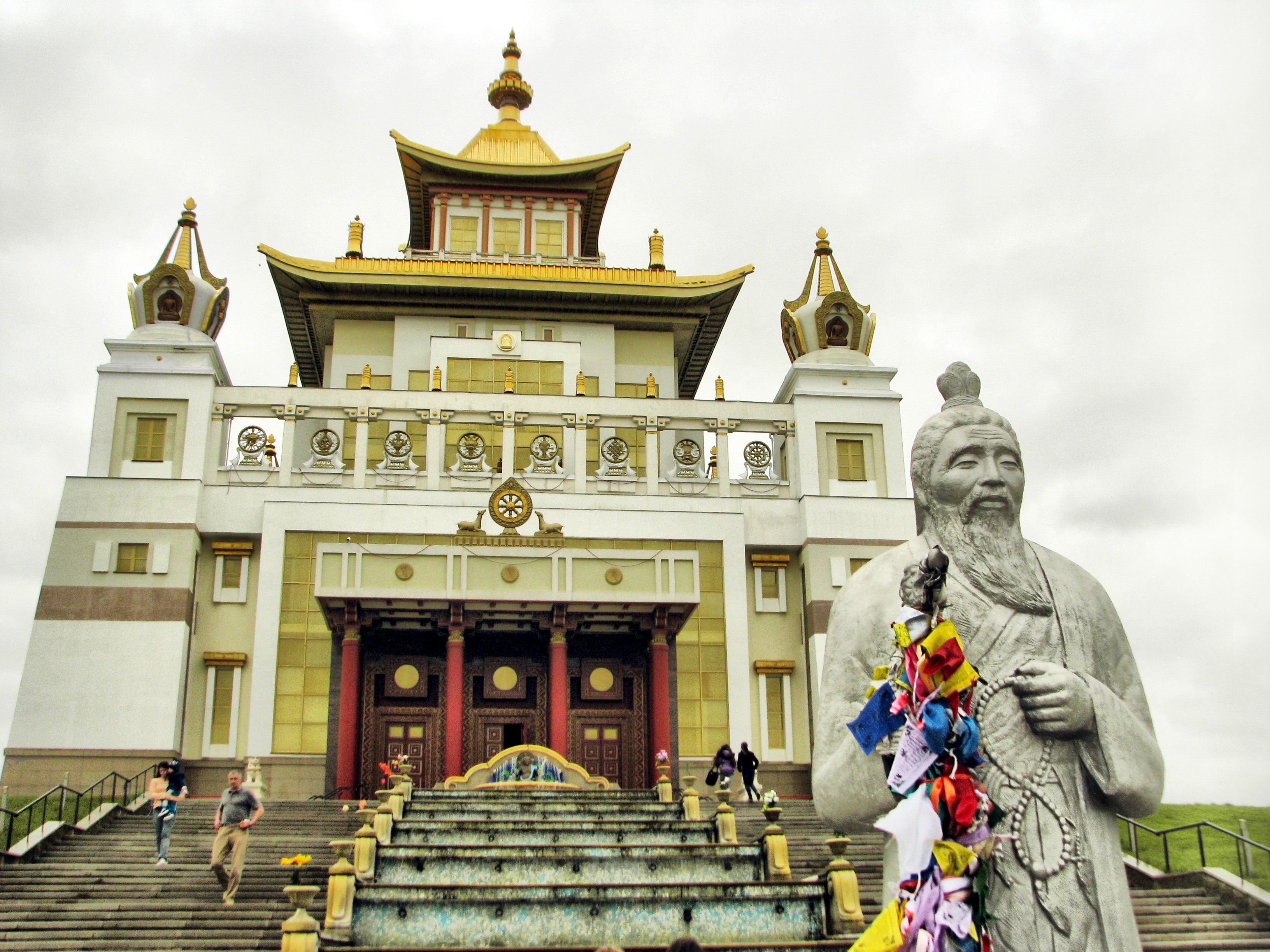
Chùa Vàng tại Elista
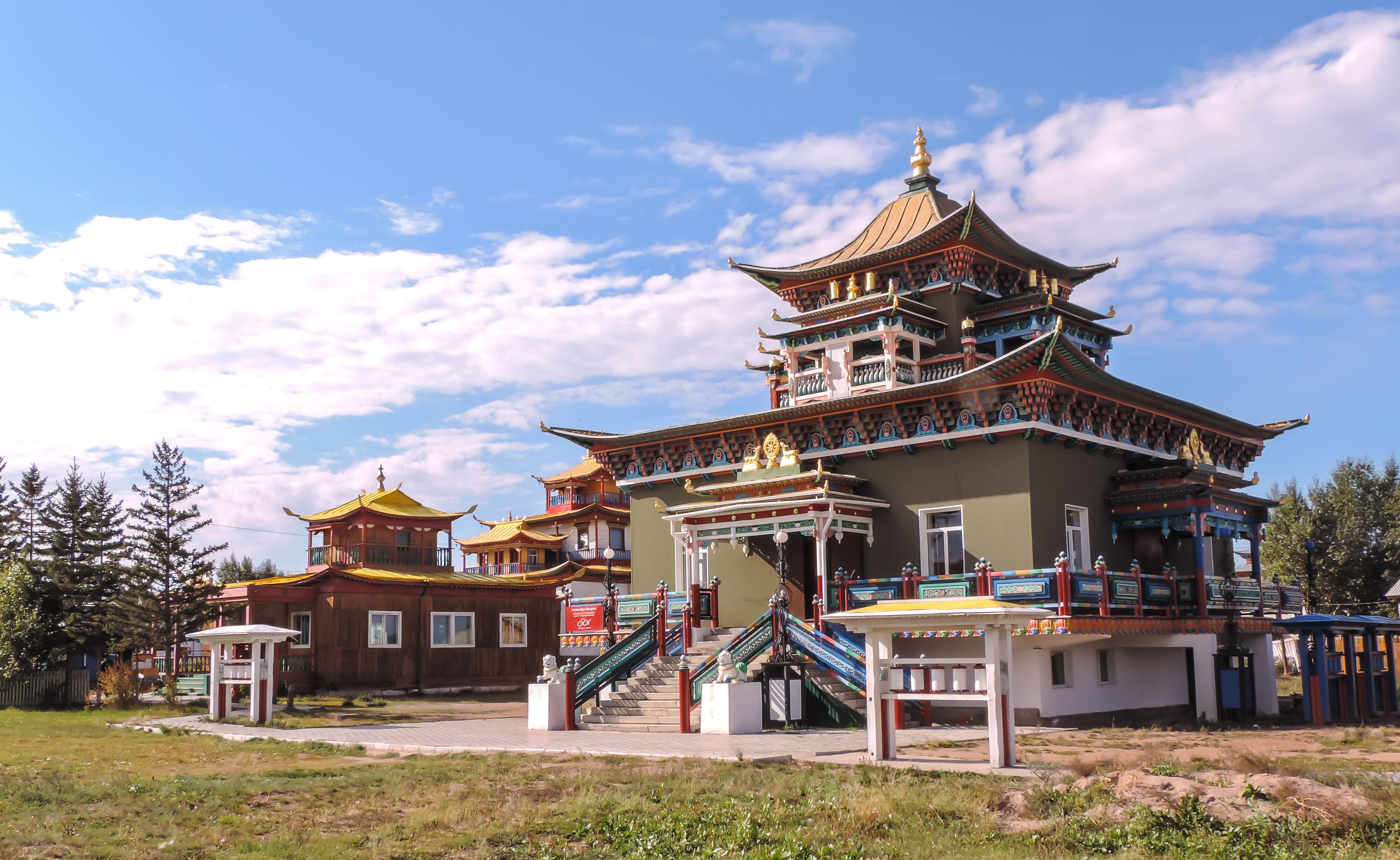
Chùa Ivolginsky Datsan tại Ivolginsk.
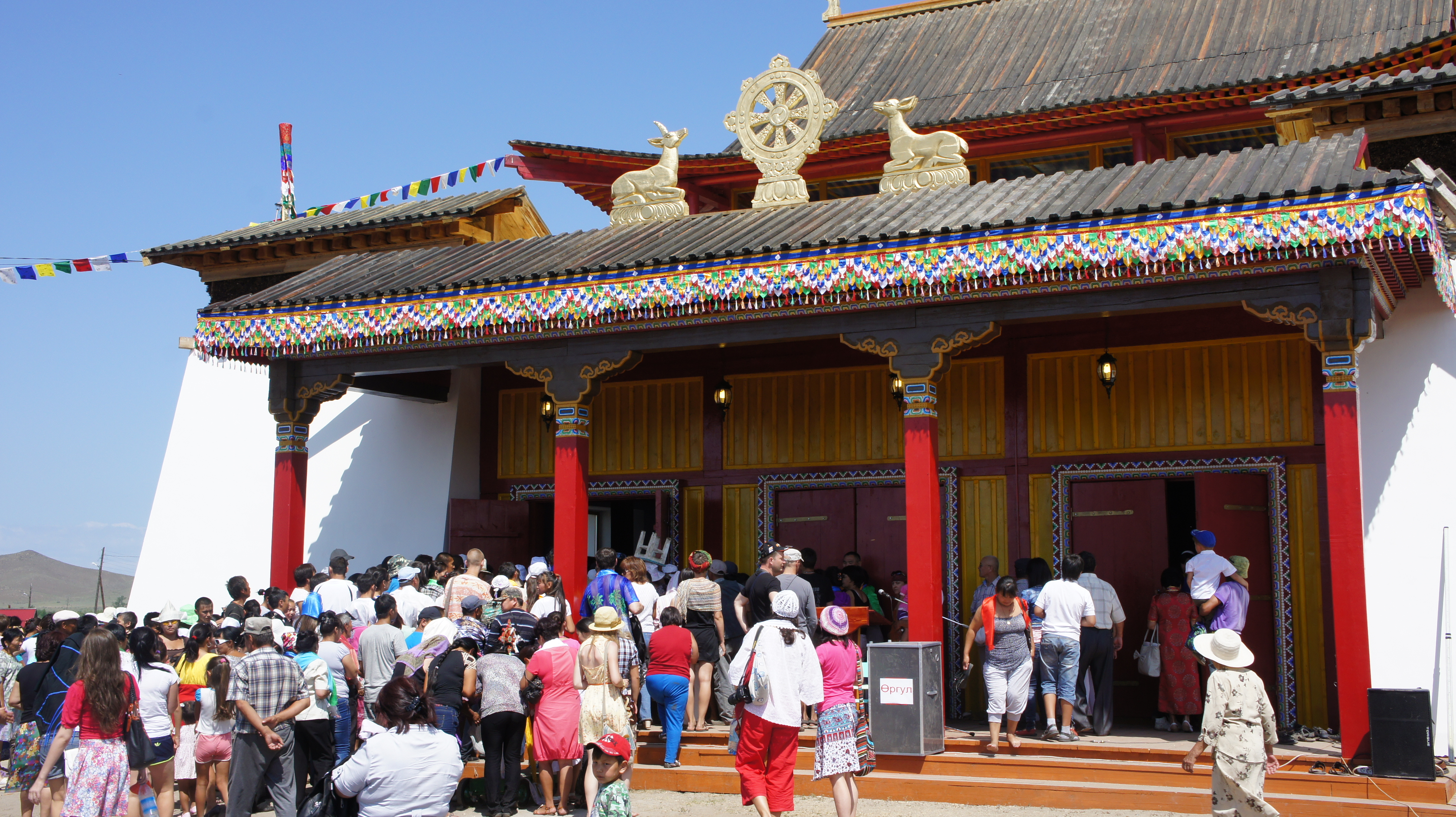
Du khách tại Ustuu-Huree, một tu viện Phật giáo Tuva ở Chadan.
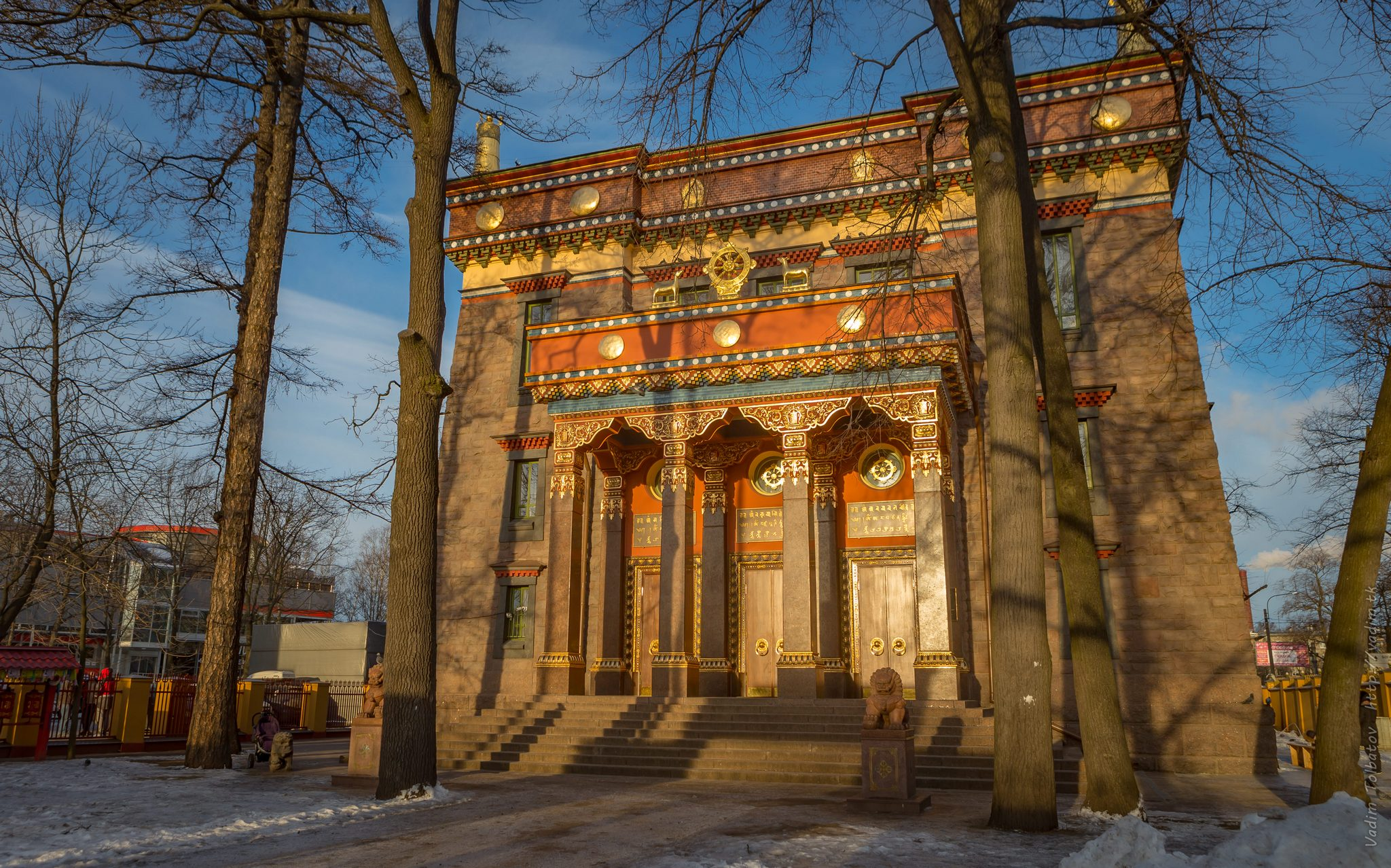
Datsan Gunzechoinei ở Sankt Peterburg, ngôi chùa Phật giáo tại cực bắc ở Nga.

#### Hindu giáo

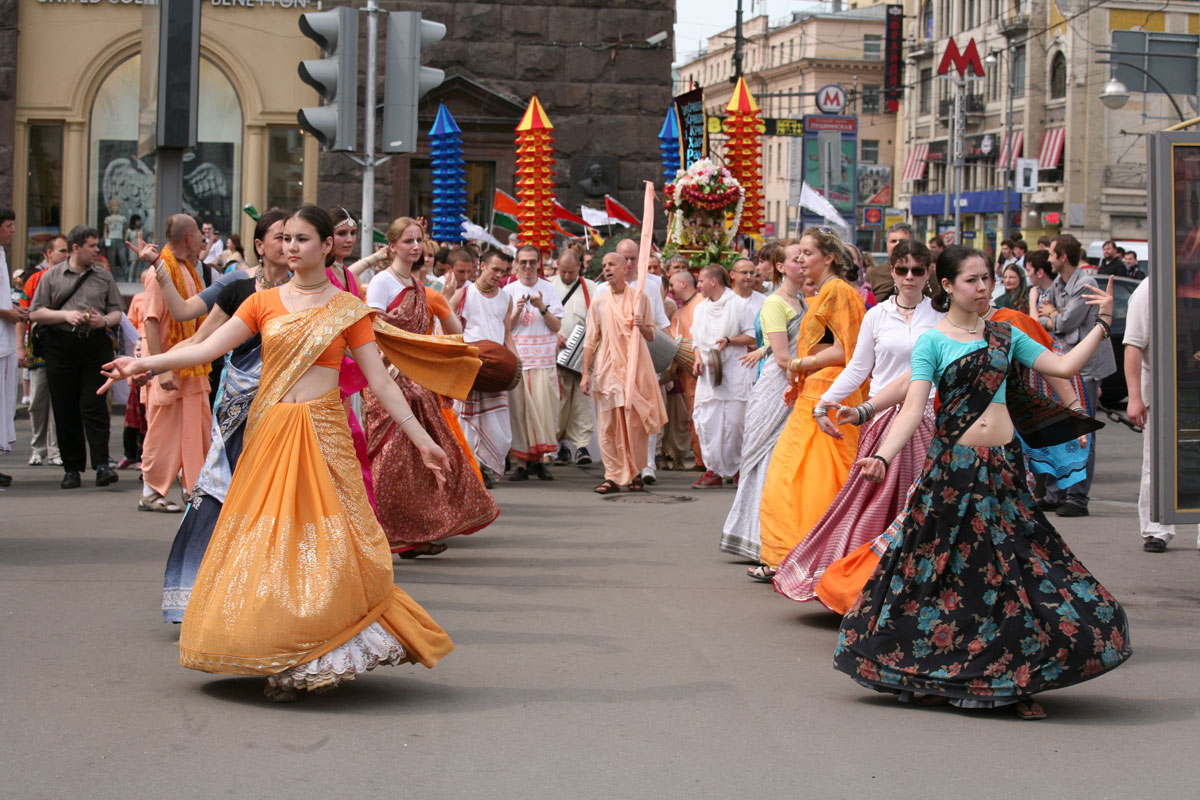
Những người Nga Krishna đang nhảy múa sùng bái Harinam.

Hindu giáo, đặc biệt là dưới các hình thức của đạo Krishna, Vệ đà và Đát-đặc-la, nhưng cũng ở các hình thức khác, đã đạt được sự theo dõi của người Nga kể từ cuối thời Xô viết, chủ yếu thông qua công việc truyền giáo của các bậc thầy guru và swami và các Hiệp hội quốc tế về ý thức của Krishna. Tăng đoàn Mật tông có nguồn gốc từ chính nước Nga. Việc khai quật một thần tượng cổ đại đại diện cho thần Vishnu ở vùng Volga năm 2007 đã thúc đẩy sự quan tâm đối với Hindu giáo ở Nga.
Tuy nhiên, người Nga Krishna phải đối mặt với sự thù địch của Giáo hội Chính thống Nga. Vào năm 2011, các công tố viên ở Tomsk đã không thành công trong việc trừng phạt Bhagavad-Gītā Như chính nó, văn bản trung tâm của phong trào Krishnaite, chịu trách nhiệm về chủ nghĩa cực đoan. Những người Nga gốc Krishna ở Moskva từ lâu đã phải vật lộn để xây dựng một ngôi đền lớn của người Krishna ở thủ đô, nơi sẽ bù đắp cho những cơ sở được giao cho họ vào năm 1989 và sau đó bị tịch thu cho các kế hoạch xây dựng thành phố; việc giao đất cho ngôi đền đã nhiều lần bị cản trở và trì hoãn và Đức Tổng Giám mục Nikon của Ufa đã yêu cầu chính quyền thế tục ngăn chặn việc xây dựng "ngay tại trung tâm của Chính thống giáo Nga" của một "ngôi đền bá đạo thần tượng đối với người Krishna". Vào tháng 8 năm 2016, các cơ sở của tu viện Divya Loka, một tu viện Vệ đà được thành lập năm 2001 tại Nizhny Novgorod, đã bị chính quyền địa phương dỡ bỏ sau khi bị tuyên bố là bất hợp pháp vào năm 2015.
Người Hindu giáo ở Nga đã được thực hành bởi 140.000 người, tương đương 0,1% tổng dân số, vào năm 2012. Nó chiếm 2% dân số ở Cộng hòa Altai, 0,5% ở Samarskaya, 0,4% ở Khakassia, Kalmykia, Bryansk, Kamchatka, Kurgan, Tyumen, Chelyabinsk, 0,3% tại Sverdlovsk, 0,2% đến 0,3% tại Yamalia, Krasnodar Krai, Stavropol Krai, Rostov, Sakhalinvà 0,1% đến 0,2% trong các thực thể liên bang khác.

#### Đạo giáo
Sau khi Liên Xô sụp đổ, Đạo giáo tôn giáo truyền thống của Trung Quốc đã được giới thiệu đến Nga.

### Các phong trào tôn giáo và tâm linh mới
Ở nước Nga hiện đại, "tất cả các loại tín ngưỡng huyền bí, Pagan và giả Kitô giáo đang lan rộng". Một số trong số họ là "các tổ chức có kỷ luật với tư cách thành viên được xác định rõ". Các học giả về tôn giáo Sergei Filatov và Roman Lunkin, ước tính vào giữa những năm 2000 rằng các phong trào tôn giáo mới được tổ chức tốt có khoảng 300.000 thành viên. Tuy nhiên, các phong trào được tổ chức tốt chỉ tạo thành "một giọt nước trong" đại dương tôn giáo mới". Hầu hết trong số họ thực sự là "vô định hình, chiết trung và chất lỏng", khó đo lường, liên quan đến sức khỏe, chữa bệnh và lối sống, được tạo thành từ những mảnh vỡ mượn từ các tôn giáo phương Đông như Phật giáo, Hindu giáo và yoga. Theo Filatov và Lunkin, các phong trào này, mặc dù hầu hết không có tổ chức, đại diện cho một "hệ thống khép kín" chứ không phải là "giai đoạn chuyển tiếp trên đường đến một tôn giáo khác".
Các phong trào tôn giáo mới của người Nga là Fourth Way, Rerikhism, Ivanovism, Ringing Cedars 'Anastasianism', và những người khác. Đạo Rerikh, được bắt đầu trước perestroika, là một ví dụ mẫu mực về một phong trào thích nghi niềm tin tôn giáo phương Đông với các điều kiện của nước Nga đương đại. Nó không phải là một phong trào có cấu trúc tập trung, nhưng có hình thức bụi của các câu lạc bộ và hiệp hội. Một phong trào khác, chủ nghĩa Ivanov, là một hệ thống chữa bệnh thông qua cảm lạnh và mối quan hệ giữa loài người và thiên nhiên được thành lập bởi nhà huyền bí Porfiry Ivanov(1898 Từ1983), được gọi là "sứ giả của vũ trụ" bởi những người theo ông. Các môn đệ của ông, Ivanovites, có thể nhận ra bởi quần áo và dép nhẹ được mặc trong mùa đông. Hiệp hội Thần học phương Tây, Hội Nhân học và các phong trào khác cũng được đại diện. Các phong trào khác phụ thuộc vào chiêm tinh học, được khoảng 60% người Nga tin tưởng, nhấn mạnh đến sự khởi đầu sắp tới của Thời đại Bảo Bình, sự kết thúc của thế giới như hiện nay và sự hình thành của một "chủng tộc Aquamar" vượt trội.

Trung tâm quốc tế của Roerichs tại Moskva.
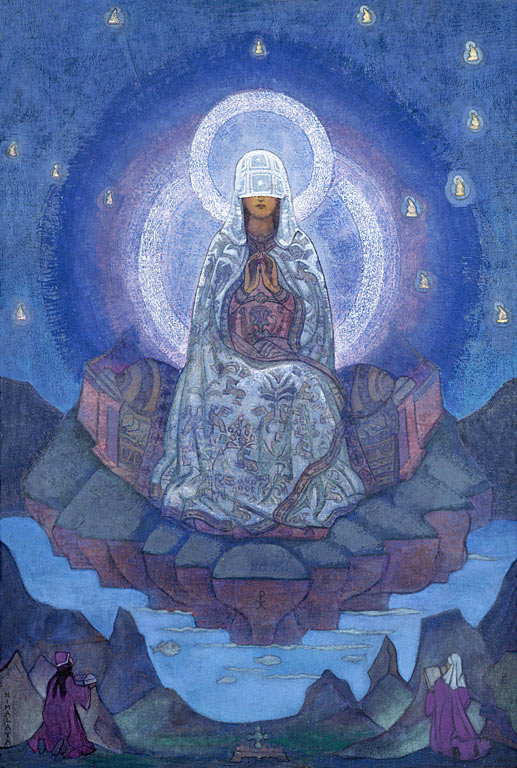
Mẹ của thế giới (1924 nghĩa là), tranh của Nikolai Roerich.
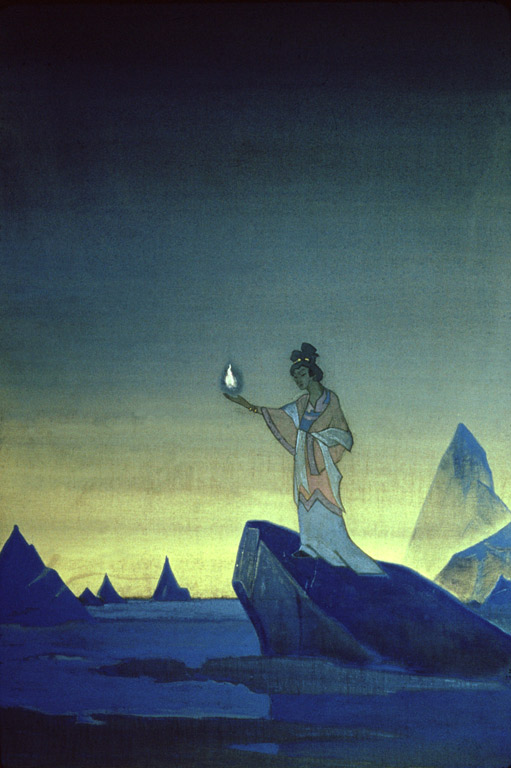
Agni Yoga (1928–1930), Nikolai Roerich.
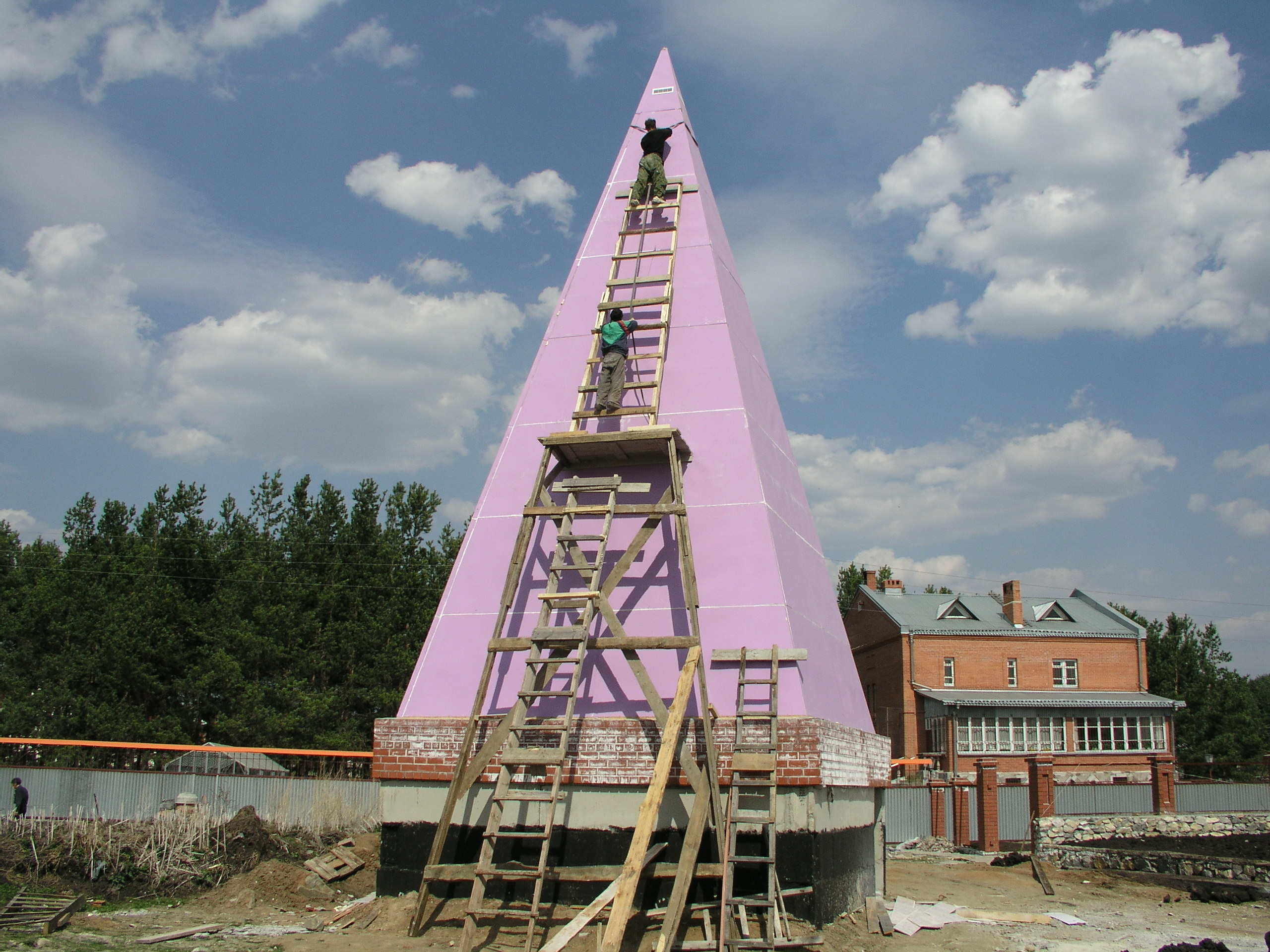
Kim tự tháp Golod đang được xây dựng tại Bolshoye Sidelnikovo, Sverdlovsk.
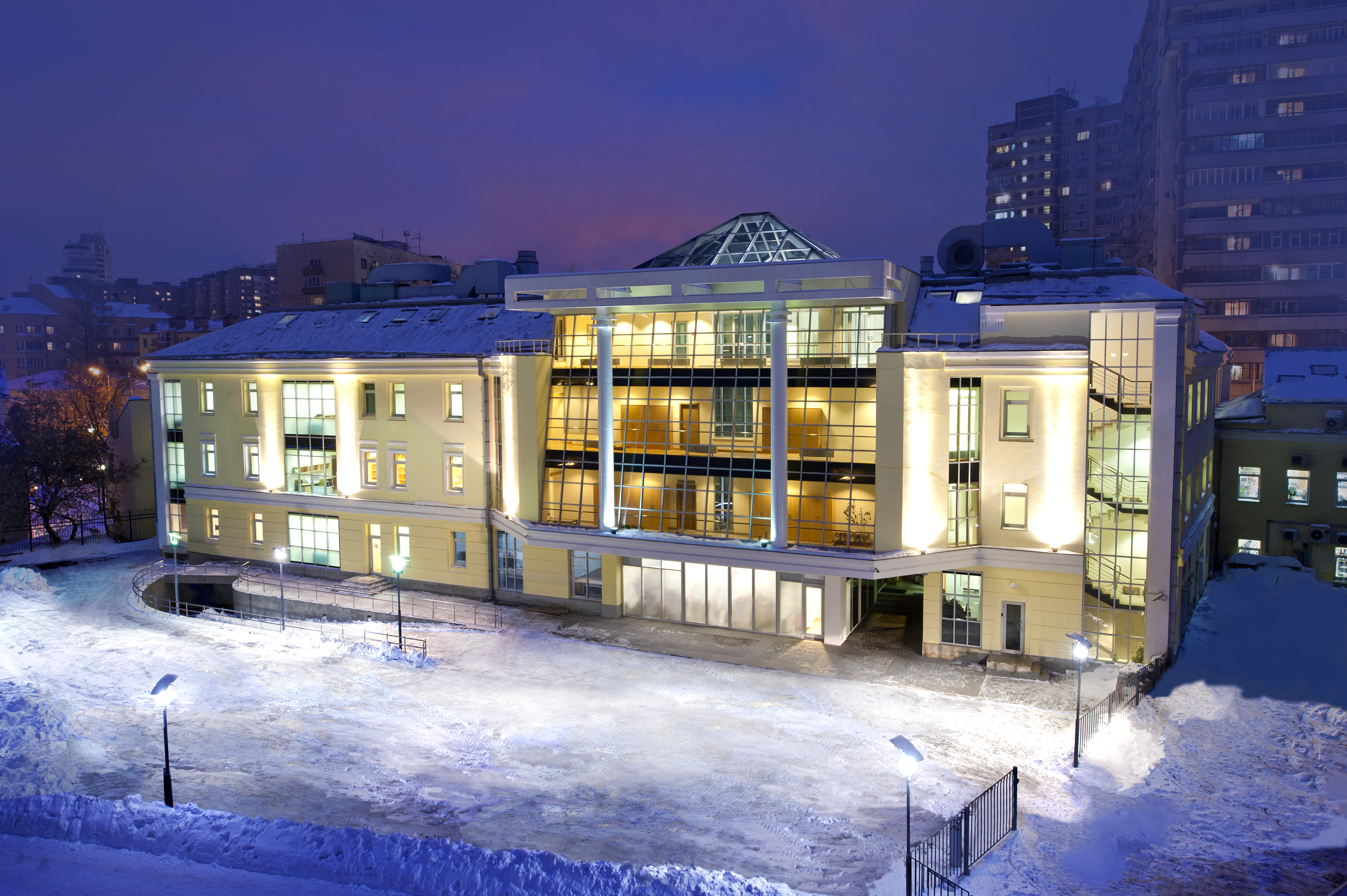
Nhà thờ khoa học tại Moskva.

## Tự do tôn giáo
Theo một số nhà bình luận phương Tây, sự tôn trọng tự do tôn giáo của các nhà cầm quyền thế tục đã giảm ở Nga kể từ cuối những năm 1990 và đầu những năm 2000. Năm 2006, một số linh mục Mari Pagan, Vitaly Tanakov, đã bị kết án thành công về chủ nghĩa cực đoan và bị kết án 120 giờ lao động bắt buộc vì đã xuất bản một dòng tôn giáo chính trị, A Priest speaks (Onajeng Ojla), vào năm 2009 đã được thêm vào danh sách liên bang các tài liệu được coi là "cực đoan". Năm 2011, một nỗ lực không thành công để cấm Bhagavad-Gītā vì nó bị buộc tội tương tự. Vào tháng 8 năm 2016, cơ sở của một tu viện Vệ đà được thành lập năm 2001 tại Nizhny Novgorod đã bị chính quyền địa phương phá hủy sau khi bị tuyên bố là bất hợp pháp vào năm 2015. Người ta đã nhận thấy rằng các phạm trù "cực đoan" và "giáo phái toàn trị" đã liên tục được sử dụng để cố gắng trừng phạt các nhóm tôn giáo mà Giáo hội Chính thống Nga là "không truyền thống", bao gồm các giáo hội Tin lành mới nhất và nhân chứng Giê-hô-va. Có lệnh cấm các hoạt động Nhân Chứng Giê-hô-va ở Nga.
Năm 2017, một báo cáo từ Ủy ban Tự do Tôn giáo Quốc tế Hoa Kỳ tuyên bố: "Chính phủ Nga coi hoạt động tôn giáo độc lập là mối đe dọa lớn đối với sự ổn định chính trị và xã hội, một cách tiếp cận được kế thừa từ thời Liên Xô". Vì vậy, lần đầu tiên, USCIRF đã xếp Nga là một trong những nước vi phạm tự do tôn giáo tồi tệ nhất thế giới, một "quốc gia đặc biệt quan tâm" theo Đạo luật Tự do Tôn giáo Quốc tế. Báo cáo cũng khẳng định rằng Nga "là quốc gia duy nhất không chỉ tăng cường liên tục đàn áp tự do tôn giáo..., mà còn mở rộng các chính sách đàn áp của mình.... Những chính sách đó, từ quấy rối hành chính đến giam cầm tùy tiện đến phi pháp giết chóc, được thực hiện theo cách có hệ thống, liên tục và nghiêm trọng".